# 米尼奧拉 (喬治亞州)
米尼奧拉（英語：Mineola）是位於美國喬治亞州朗茲縣的一個非建制地區。該地的面積和人口皆未知。

## 地理
米尼奧拉的座標為30°54′28″N 83°20′37″W / 30.90778°N 83.34361°W，而該地的平均海拔高度為58米（即190英尺）。